# MDC (Band)
MDC ist eine US-amerikanische Punk-/Hardcore-Band, die im Jahr 1979 in Austin gegründet wurde.

## Geschichte
Als MDC 1979 in Austin gegründet wurden, nannten sie sich zunächst The Stains und spielten unter diesem Namen auch im April 1980 in ihrer Heimatstadt ihr erstes Konzert. Sie waren zu dieser Zeit eine der ersten Hardcore-Punkbands der Stadt. 1981 veröffentlichten sie ihre erste Single in Eigenregie. Als die Band sich 1982 nach San Francisco (wo es im Gegensatz zu Austin eine sehr lebendige Musikszene gab) verlagerte, benannten sie sich in MDC um. In den USA ist die Abkürzung MDC insbesondere für die Metropolitan Detention Center bekannt, eine Reihe lokaler Haftanstalten, in denen vor allem Untersuchungshäftlinge einsitzen. Viele ihrer Veröffentlichung brachte die Band unter verschiedenen Backronymen der Abkürzung heraus. Diese lauten:
- Millions of Dead Cops (deutsch: Millionen toter Polizisten)
- More Dead Cops (dt.: Mehr tote Polizisten)
- Millions of Deformed Children (dt.: Millionen missgebildeter Kinder)
- Multi Death Corporations (dt. etwa: Todesmultis)
- Millions of Damn Christians (dt.: Millionen verdammter Christen)
- Magnus Dominus Corpus (dt. etwa: großer Herr, [wahrer] Leib)
- Missile Destroyed Civilization (dt.: Von Raketen zerstörte Zivilisation)

In San Francisco produzierte die Band ihr erstes Album Millions of Dead Cops, das sie dann auf ihrem eigenen Label R Radical in Zusammenarbeit mit Jello Biafras Label Alternative Tentacles veröffentlichten. MDC waren zu dieser Zeit bereits fester Bestandteil der wachsenden Hardcore-Szene. Das Album gilt heute als Klassiker des Punk; es übt starke Kritik an Polizei, Kapitalismus, Homophobie und der US-amerikanischen Kultur und enthält unter anderem auch den Song John Wayne was a Nazi, der noch 2016 Gegenstand wissenschaftlicher Artikel war.
Im Sommer 1982 nahmen sie an der Rock Against Reagan Tour teil und tourten Ende des Jahres mit den Dead Kennedys durch Europa, was MDC erstmals auch außerhalb der USA bekannt machte.
Im darauf folgenden Jahr nahmen sie die EP Multi-Death Corporations auf, die in den USA erneut auf R Radical erschien und in Großbritannien vom Anarcho-Punk-Label Crass Records verlegt wurde.
In den folgenden Jahren nahmen MDC weitere Alben auf und tourten vor allem durch die USA. Bei einer Europa-Tour 1988 wurde die Live-LP Elvis – In The Rhineland in Berlin aufgenommen. Danach kam es Anfang der 1990er zu diversen Besetzungswechseln, und nach weiteren Veröffentlichungen 1991 und 93 sowie einer Tour durch Nachfolgestaaten der Sowjetunion trat die Band auf der Stelle. Es wurde kaum neues Material eingespielt, und es ergaben sich nur sehr wenige Konzertauftritte. Probleme innerhalb der Band führten dazu, dass sich die Band inoffiziell auflöste.
2000 reanimierte der Sänger Dave Dictor die Band mit einer komplett neuen Besetzung und MDC veröffentlichten das Album Magnus Dominus Corpus 2004. Im darauf folgenden Jahr starteten sie eine Welttournee, auf Grund ihres 25-jährigen Bandjubiläums. Bei dieser Jubiläumstour waren auch wieder Mitglieder in der Band, die bereits vor dem Split dabei waren.

## Diskografie (Auswahl)
- 1982: Millions of Dead Cops (R Radical Records)
- 1986: Smoke Signals (R Radical Records)
- 1987: This Blood's For You (R Radical Records)
- 1988: Elvis – In the Rheinland (Livealbum, Destiny Records)
- 1989: Metal Devil Cokes (R Radical Records)
- 1991: Live in Maribor 9.10.1990 (Livealbum, Semaphore)
- 1991: Hey Cop!!! If I Had A Face Like Yours... (R Radcical Records)
- 1993: Shades of Brown (We Bite Records)
- 2004: Magnus Dominus Corpus (Yellow Dog Records)
- 2007: Split-Album mit Riot Cop (Malarie Records)
- 2009: Mobocracy (Split-Album mit The Restarts, Rodent Popsicle Records, Dirty Faces Records u. a.)
- 2015: Live at CBGB's 1983 (Livealbum, Beer City Records)
- 2017: Mein Trumpf (Primordial Records)
- 2020: Millions of Dead Cowboys (Twisted Chords)
- 2025: The Last War (Cleopatra Records)